# Сірібецу (річка)
Річка Сірібецу (яп. 尻別川, сірібецу ґава) — річка в Японії на острові Хоккайдо, що протікає по території округів Ібурі та Сірібесі й впадає в Японське море. За японською класифікацією належить до річок першого класу і є головною артерією однойменної річкової системи.

## Походження назви
Теперішнє написання назви ніяк не пов'язане з первинним значенням. Назва походить з айнської мови (シリ・ペッ — сір-пет), що означає просто гірська річка, і вказує на її шум, коли річка витікає з глибини країни.

## Географія
Річка бере початок з джерела на горі Фуре, що біля міста Тітосе і тече на захід. Далі з північного боку огинає підніжжя гори Йотей і біля містечка Ранкосі (повіт Ісоя) впадає в Японське море.